# Das Mädchen mit der heißen Masche
Das Mädchen mit der heißen Masche ist eine deutsche Sexkomödie, die am 9. März 1972 in die Kinos kam. In den USA wurde der Film 2006 unter dem Titel French Pussycat auf DVD veröffentlicht.

## Handlung
Susanne kommt unangekündigt zu ihren Freund Rolf, beruflich Briefkastenonkel für Sexprobleme, und findet ihn im Bett mit seiner Hausangestellten Doris vor. Susanne will ihm verzeihen, wenn er sie heiratet – wozu der Kolumnist einer großen Illustrierten aber nach wie vor nicht geneigt ist. Susanne geht nun endgültig, der verärgerte Rolf kündigt Doris. Susanne klagt ihrer Freundin Andrea ihr Leid. Andrea äußert, dass Männer, mit denen man schläft, kein Interesse mehr am Gang zum Standesamt haben und bietet Susanne die umgekehrte Wette an: Sie wird einen Heiratsantrag von Rolf erhalten, ohne mit ihm geschlafen zu haben. Susanne nimmt an. Andrea bewirbt sich auf die freigewordene Stelle von Doris, erhält sie und bezieht das Hausmädchenzimmer in Rolfs Haus.
Täglich kommt Sekretärin Yvonne mit den Leserbriefen zu Rolf. Für einen Teil der Anfragen versuchen sie durch Nachstellen der Probleme eine Lösung zu finden, z. B. was die geeignetste Stellung ist, um beim Sex unterm Löwenfell keine Atemprobleme zu bekommen. Täglich geht Andrea auf Rolfs Annäherungen nur bis zum letzten Schritt ein und spielt ebenso die Kranke, nachdem er den Kranken mimte. Beide lassen sich daraufhin vom Anderen umsorgen.
Nur als sie mit Halluzinationen von einer Haschparty nach Hause kommt, verliert Andrea ihre stetige Kontrolle über die Situation, die sie auch mit Auftritten ihrer beiden Freunde in Rolfs Villa steuert. Mit Intuition zeigt sie ungewöhnliche Wege aus deren Sexualproblemen für Vorbeikommende: eine von Rolfs Ex-Freundinnen sowie eine Ratsuchende. Trotz Rolfs Verehelichungsabneigung gestehen sich Rolf und Andrea ihre Liebe, ehe es zu  einem Zerwürfnis kommt und das Dienstverhältnis beendet wird.
Rolf nimmt seine Potenzschwäche bei der „Sexualberatung“ von Fräulein Reizinger zum Vorwand, eine Selbstmordabsicht mit einem Tablettencocktail vorzutäuschen und wirft Andrea vor, ihn mit ihrem „Heiratstick“ zugrunde gerichtet zu haben; ihm könne es noch helfen, wenn sie sich ein paar Minuten zu ihm legen würde. Andrea „rettet“ ihre anscheinend lebensmüde Liebe nun auch mit Verkehr, anschließend entdeckt sie im Badezimmer leere Vitamintablettenbehältnisse und erkennt die Täuschung. Sie läuft davon und gibt Susanne einen 1000-DM-Schein für die vermeintlich verlorene Wette. Doch versteckt in Rolfs Garten hört sie, wie dieser seine Heiratsabsicht Yvonne diktiert, wird bemerkt und erhält den Heiratsantrag verbal.

## Kritik
Der film-dienst vermisste eine ausgebaute Handlung und Humor: „Wieder einmal wird der Filmbesucher mit der Zurschaustellung von Nuditäten unfreiwillig nur dem Voyeurismus zugetrieben, wobei er auch noch seine Auffassungen von Ästhetik beurlauben muß.“ Die Cinema bewertet den Streifen mit einem von fünf Punkten.